# Howard Tayler

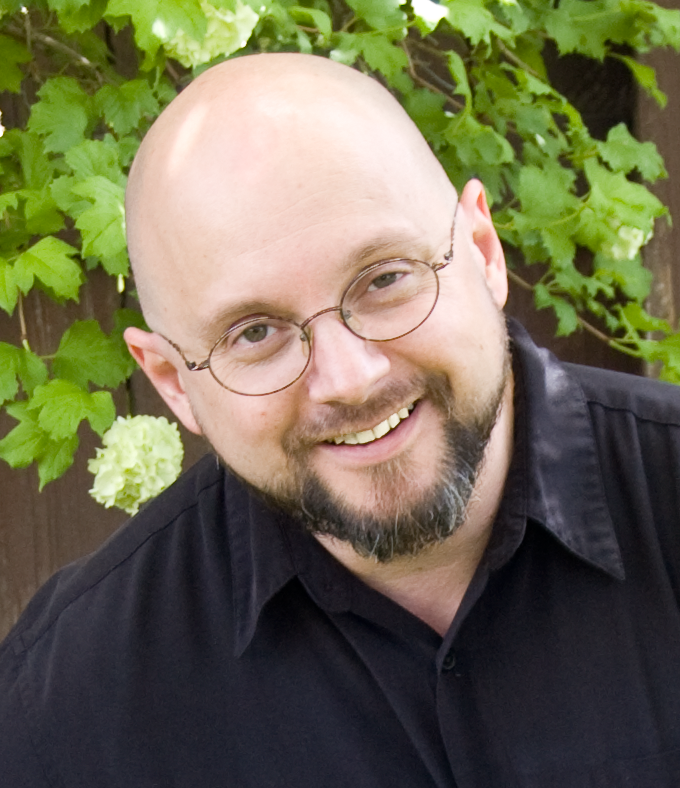
Howard Tayler, 2010

Howard Tayler (* 29. Februar 1968 in Florida) ist ein US-amerikanischer Cartoonist und Autor. Sein Webcomic Schlock Mercenary wurde mehrfach für den Hugo Award nominiert und gewann ihn 2001 in der Kategorie Best Cameo. Sein Podcast Writing Excuses erhielt den Hugo Award 2013 in der Kategorie Best Related Work.

## Leben
Tayler machte im Jahr 1985 seinen Abschluss an der Riverview High School. Anschließend zog er nach Utah, wo er an der Brigham Young University Musikkomposition studierte. Sein Studium unterbrach er für zwei Jahre um als Missionar der Kirche Jesu Christi der Heiligen der Letzten Tage (The Church of Jesus Christ of Latter-day Saints, auch bekannt als Mormonen) zu dienen. Nach seiner Rückkehr machte er seinen Bachelor an der Universität.
Später gründete er das Independent-Label Sanctus Records mit, das vor allem den Markt der Mormonen bediente. Er verkaufte das Label allerdings später. Anschließend arbeitete er für Novell als Collaboration Product Line Manager. Er war zu jener Zeit Koautor eines Handbuchs für GroupWise. In seiner Freizeit schrieb er den Webcomic Schlock Mercenary. Als dieser immer populärer wurde, kündigte er seinen Job bei Novell um sich auf das Zeichnen konzentrieren zu können. Die Seite hatte 2009 einen täglichen Traffic von 20.000 bis 45.000 Besuchern. Taylers Haupteinnahmequelle sind neben der Online-Werbung die verschiedenen Comics der Serie sowie diverse Merchandiseartikel.
Neben Schlock Mercenary hat er seit 2008 zusammen mit Dan Wells, Brandon Sanderson, Produzent Jordan Sanderson und Mary Robinette Kowal (2011) einen wöchentlichen 15-minütigen Podcast über die Schriftstellerei namens Writing Excuses. Tayler gibt hier auch seine Erkenntnisse als Autor von Webcomics weiter. Zusammen mit Fantasy-Autor Tracy Hickman gibt er das Rollenspiel XDM: X-Treme Dungeon Mastery heraus.
Howard Tayler ist mit der Kinderbuchautorin Sandra Tyler verheiratet, die ihn auch als Managerin unterstützt. Das Paar hat vier Kinder und lebt in Orem, wo Tayler auch sein Atelier hat.

## Preise und Ehrungen
Tayler gewann den Web Cartoonists’ Choice Awards (WCCA) Best Cameo Award 2001 und war außerdem in vier weiteren Kategorien nominiert. 2004 gewann er WCCA Outstanding Science Fiction Comic Award, für den er 2005 ebenfalls nominiert war. and 2007. Vier Mal war er für den Hugo Award nominiert und zwar für die Bände The Body Politic (2009), The Longshoreman of the Apocalypse (2010), Massively Parallel (2011), und Force Multiplication (2012). Tayler war außerdem 2011, 2012 und 2013 zusammen mit seinen Mitstreitern für den Podcast Writing Excuses ebenfalls für einen Hugo nominiert. 2013 gewannen sie den Award.

## Werke
Schlock Mercenary
1. Schlock Mercenary: Under New Management. The Tayler Corporation: Mai 2006. ISBN 0-9779074-2-2
2. Schlock Mercenary: The Blackness Between. The Tayler Corporation: November 2006. ISBN 0-9779074-3-0
3. Schlock Mercenary: The Tub of Happiness. The Tayler Corporation: Dezember 2007. ISBN 0-9779074-0-6
4. Schlock Mercenary: The Teraport Wars. The Tayler Corporation: Oktober 2008. ISBN 0-9779074-1-4
5. Schlock Mercenary: The Scrapyard of Insufferable ArroganceThe Tayler Corporation: Juni 2009. ISBN 0-9779074-4-9
6. Schlock Mercenary: Resident Mad Scientist. Hypernode Press: Juli 2010. ISBN 0-9779074-7-3
7. Schlock Mercenary: Emperor Pius Dei. Hypernode Press: Juli 2011. ISBN 0-9835746-0-X
8. Schlock Mercenary: The Sharp End of the Stick. Hypernode Press: Juni 2012 ISBN 0-9835746-2-6
9. Schlock Mercenary: The Body Politic. Hypernode Press: August 2013. ISBN 978-0-9835746-4-4
10. Schlock Mercenary: Massively Parallel. Hypernode Press: December 2014 ISBN 978-0-9835746-8-2

Kurzgeschichten
- Flight of the Runewright in Space Eldritch, Cold Fusion Media: Dezember 2012 ISBN 978-1-4811-7831-0
- Extraordinary Zoology. Privateer Press: Juli 2013, ISBN 978-1-939480-31-6 (Kurzroman)
- Heartfire in Called to Battle, Volume One. Privateer Press: September 2013
- Fall of the Runewrought in Space Eldritch II: The Haunted Stars Cold Fusion Media: November 2013. ISBN 978-0-615-91859-4
- Scrap Ante in Iron Kingdoms Excursions, Season One Volume Two. Privateer Press: März 2014. ISBN 978-1-939480-62-0
- Mouths to Feed in Iron Kingdoms Excursions, Season One Volume Three. Privateer Press: April 2014. ISBN 978-1-939480-64-4
- Call of the Caber in Iron Kingdoms Excursions, Season One Volume Five. Privateer Press: Juni 2014. ISBN 978-1-939480-68-2
- An Honest Death in Shadows Beneath. Dragonsteel Entertainment: Juli 2014. ISBN 978-1-938570-03-2
- Mind Over Matter in Called to Battle, Volume Two. Privateer Press: Dezember 2014. ISBN 978-1-939480-80-4

Rollenspiel
- XDM X-Treme Dungeon Mastery (Illustrationen, zusammen mit Tracy Hickman und Curtis Hickman). The Tayler Corporation: 20. Juli 2009. ISBN 0-9779074-6-5.

Sachbuch
- Administering GroupWise 5.5 (zusammen mit Ross Phillips und Tay Kratzer). McGraw-Hill: 20. März 2000. ISBN 0-07-212329-X.